# Liste der Wappen im Landkreis Peine
Diese Liste beinhaltet alle in der Wikipedia gelisteten Wappen des Landkreises Peine (Niedersachsen).

Wappen des Landkreises Peine (Details)
Lage des Landkreises Peine in Niedersachsen

## Wappen der Städte und Gemeinden

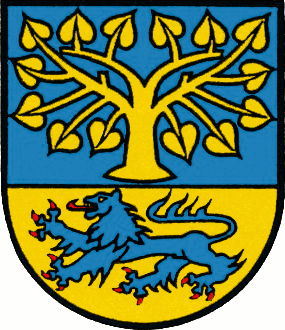
Gemeinde Edemissen
Gemeinde Hohenhameln
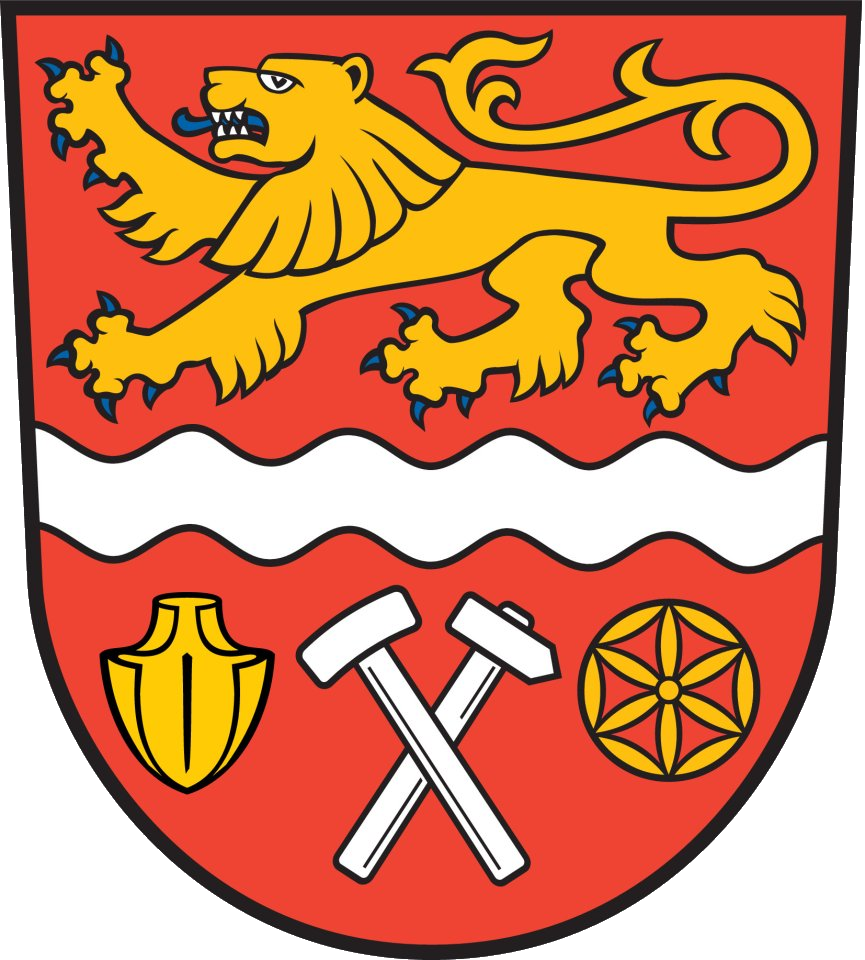
Gemeinde Ilsede
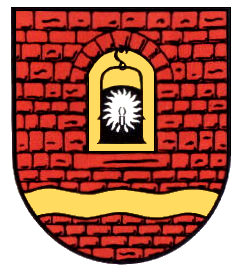
Gemeinde Lengede
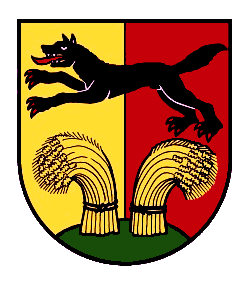
Kreisstadt Peine (Details)
Gemeinde Vechelde
Gemeinde Wendeburg

## Wappen ehemaliger Samtgemeinden

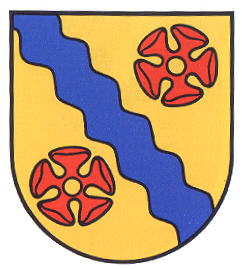
Ehemalige Samtgemeinde Vechelde (1966/68–1974)

## Wappen einst selbständiger Gemeinden

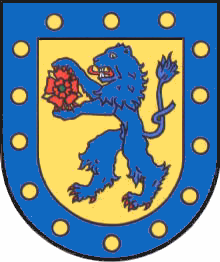
Ortsteil Abbensen der Gemeinde Edemissen
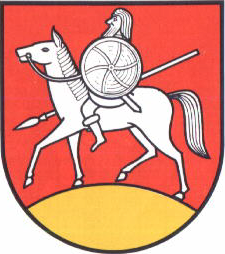
Ortsteil Adenstedt der Gemeinde Ilsede
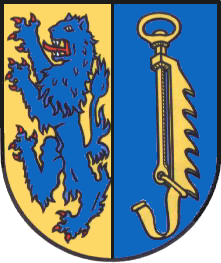
Ortsteil Alvesse der Gemeinde Edemissen
Ortsteil Alvesse der Gemeinde Vechelde
Ortsteil Bettmar der Gemeinde Vechelde
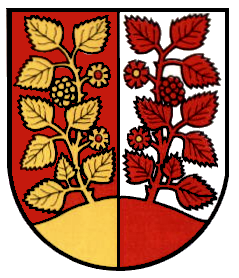
Ortsteil Bierbergen der Gemeinde Hohenhameln
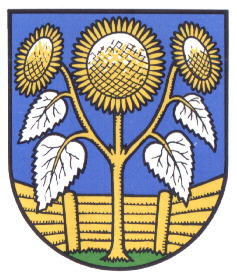
Ortsteil Blumenhagen der Gemeinde Edemissen
Ortsteil Bülten der Gemeinde Ilsede
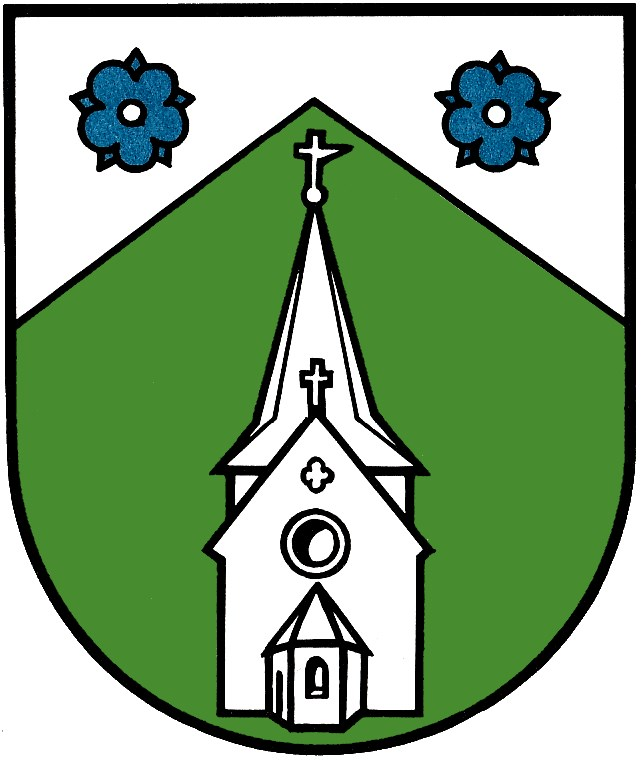
Ortsteil Bodenstedt der Gemeinde Vechelde
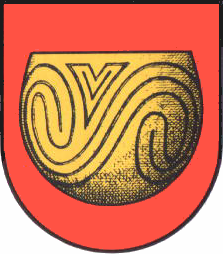
Ortsteil Bründeln der Gemeinde Hohenhameln
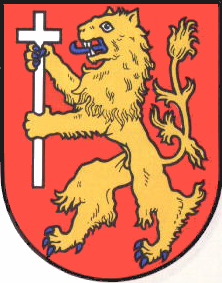
Ortsteil Clauen der Gemeinde Hohenhameln
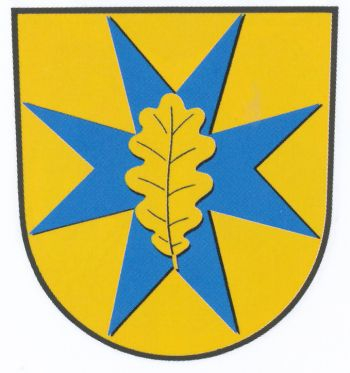
Ortsteil Denstorf der Gemeinde Vechelde
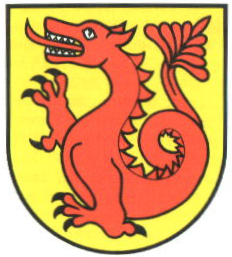
Ortsteil Dungelbeck der Stadt Peine
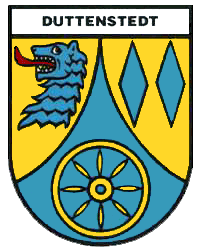
Ortsteil Duttenstedt der Stadt Peine
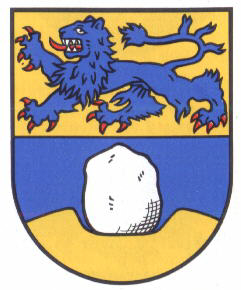
Ortsteil Eddesse der Gemeinde Edemissen (Details)
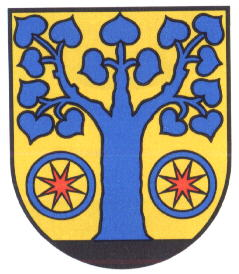
Ortsteil Edemissen der Gemeinde Edemissen
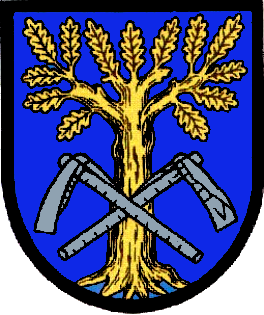
Ortsteil Eickenrode der Gemeinde Edemissen (Details)
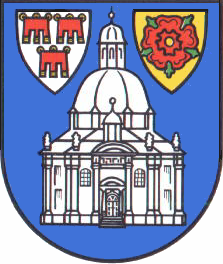
Ortsteil Equord der Gemeinde Hohenhameln
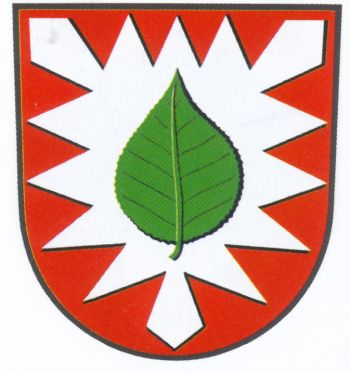
Ortsteil Fürstenau der Gemeinde Vechelde
Ortsteil Gadenstedt der Gemeinde Ilsede
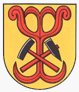
Ortsteil Groß Bülten der Gemeinde Ilsede
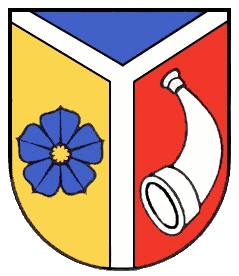
Ortsteil Groß Gleidingen der Gemeinde Vechelde
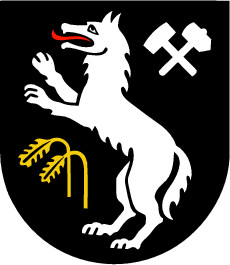
Ortsteil Groß Ilsede der Gemeinde Ilsede
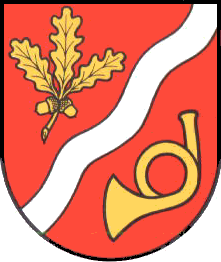
Ortsteil Groß Lafferde der Gemeinde Ilsede
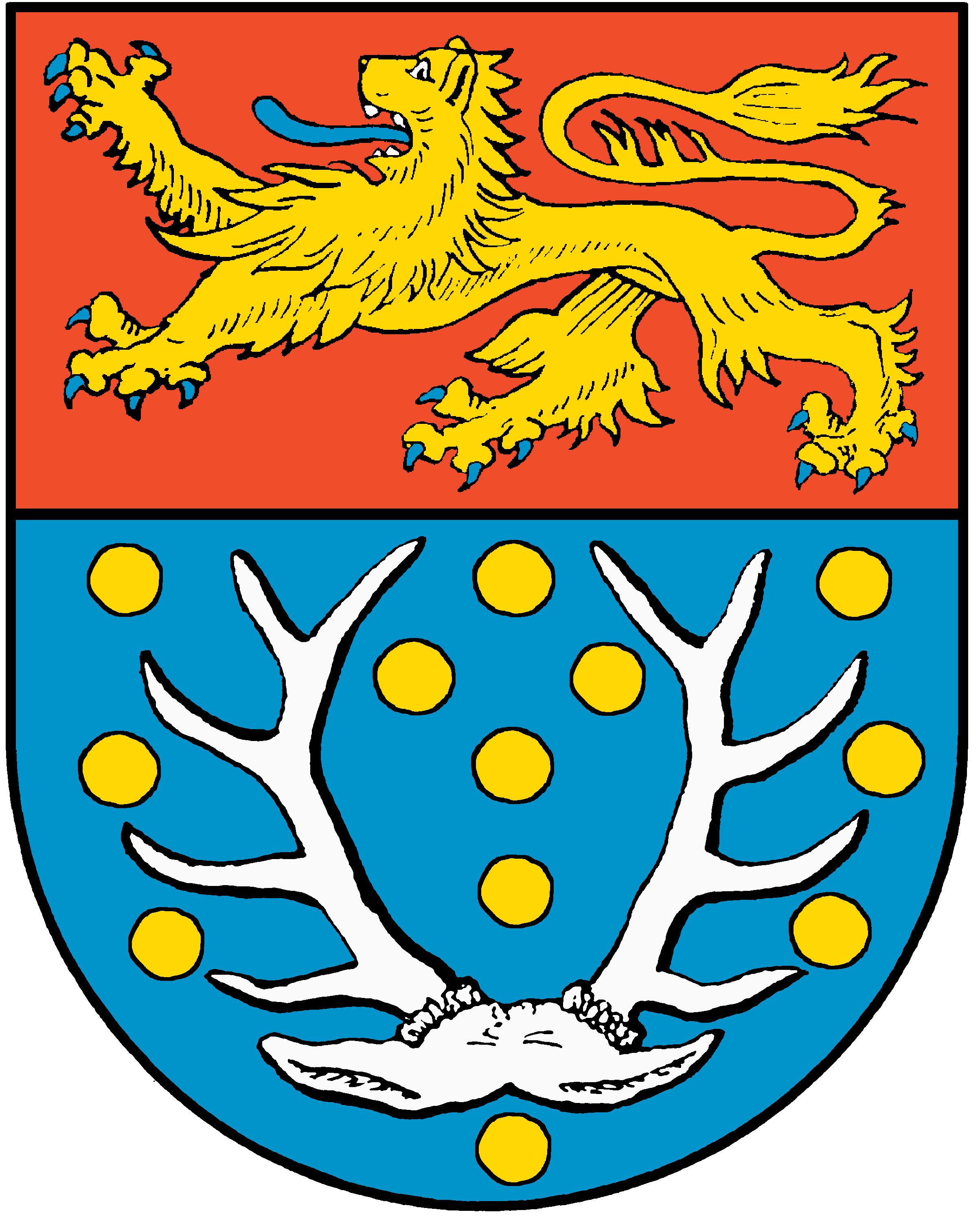
Ortsteil Harber der Gemeinde Hohenhameln
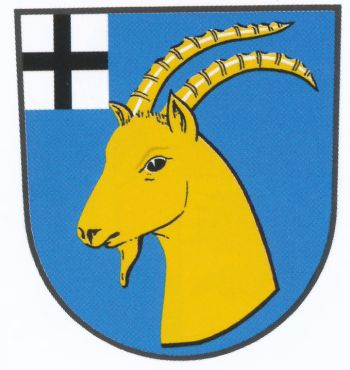
Ortsteil Klein Gleidingen der Gemeinde Vechelde
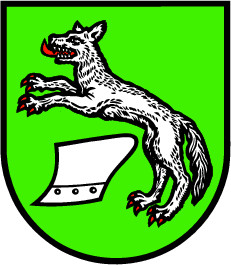
Ortsteil Klein Ilsede der Gemeinde Ilsede
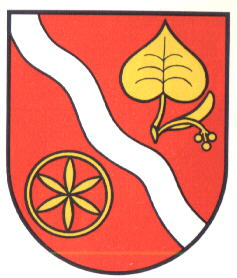
Ortsteil Klein Lafferde der Gemeinde Lengede
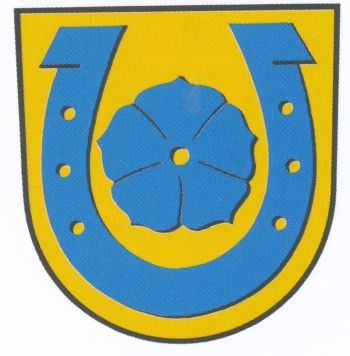
Ortsteil Köchingen der Gemeinde Vechelde
Ortsteil Landwehr der Stadt Peine
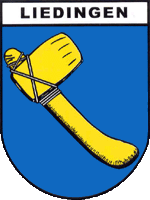
Ortsteil Liedingen der Gemeinde Vechelde
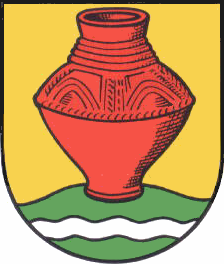
Ortsteil Mehrum der Gemeinde Hohenhameln
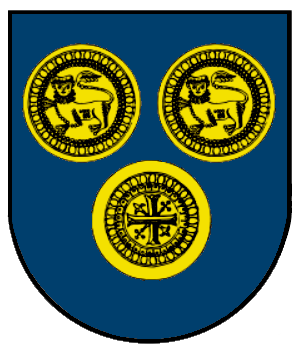
Ortsteil Mödesse der Gemeinde Edemissen
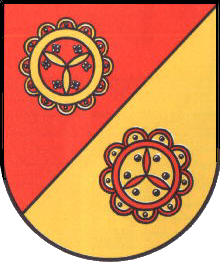
Ortsteil Münstedt der Gemeinde Ilsede
Ortsteil Neuölsburg der Gemeinde Ilsede
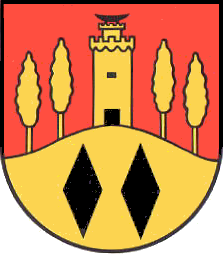
Ortsteil Oberg der Gemeinde Ilsede
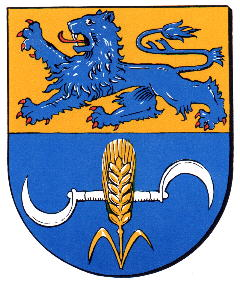
Ortsteil Oelerse der Gemeinde Edemissen
Ortsteil Ölsburg der Gemeinde Ilsede
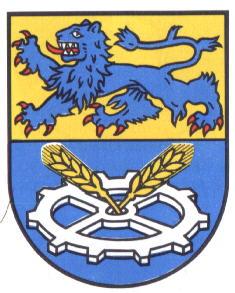
Ortsteil Oedesse der Gemeinde Edemissen
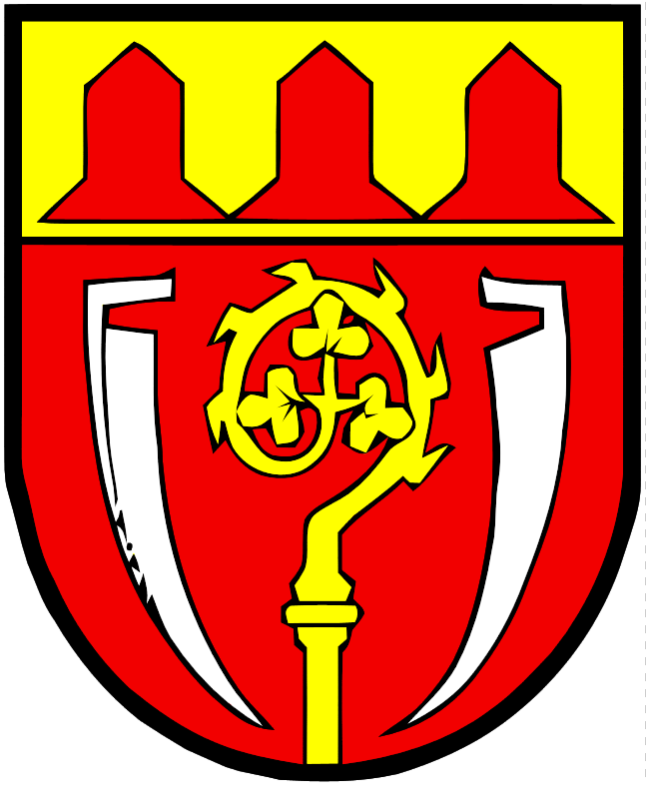
Ortsteil Ohlum der Gemeinde Hohenhameln
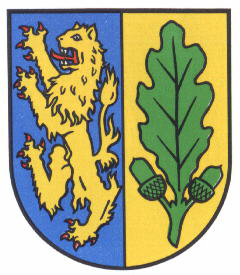
Ortsteil Plockhorst der Gemeinde Edemissen
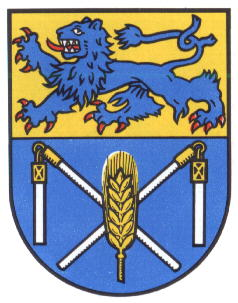
Ortsteil Rietze der Gemeinde Edemissen
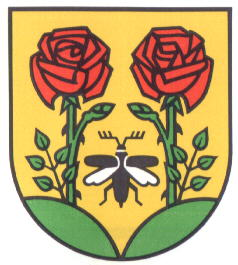
Ortsteil Rosenthal der Stadt Peine
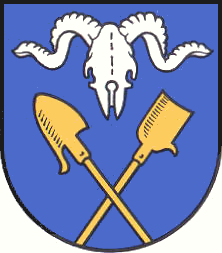
Ortsteil Rötzum der Gemeinde Hohenhameln
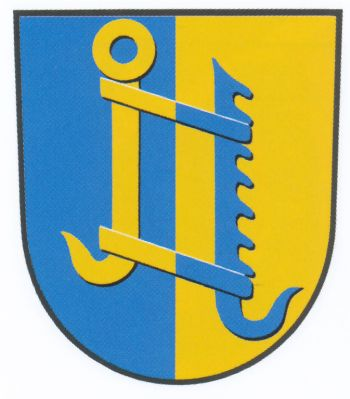
Ortsteil Sierße der Gemeinde Vechelde
Ortsteil Sonnenberg der Gemeinde Vechelde
Ortsteil Solschen der Gemeinde Ilsede
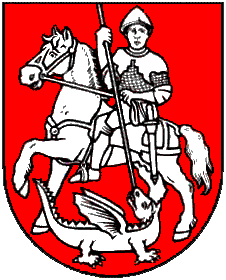
Ortsteil Soßmar der Gemeinde Hohenhameln
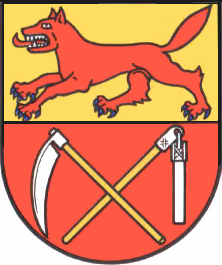
Ortsteil Stedum der Gemeinde Hohenhameln
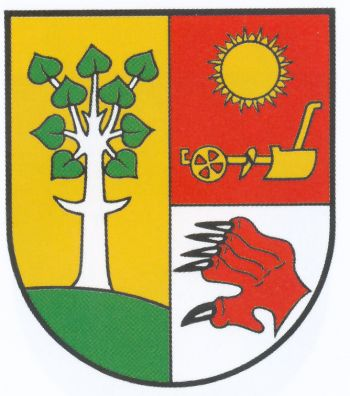
Ortsteil Vallstedt der Gemeinde Vechelde
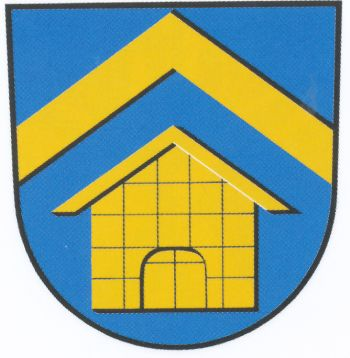
Ortsteil Vechelade der Gemeinde Vechelde
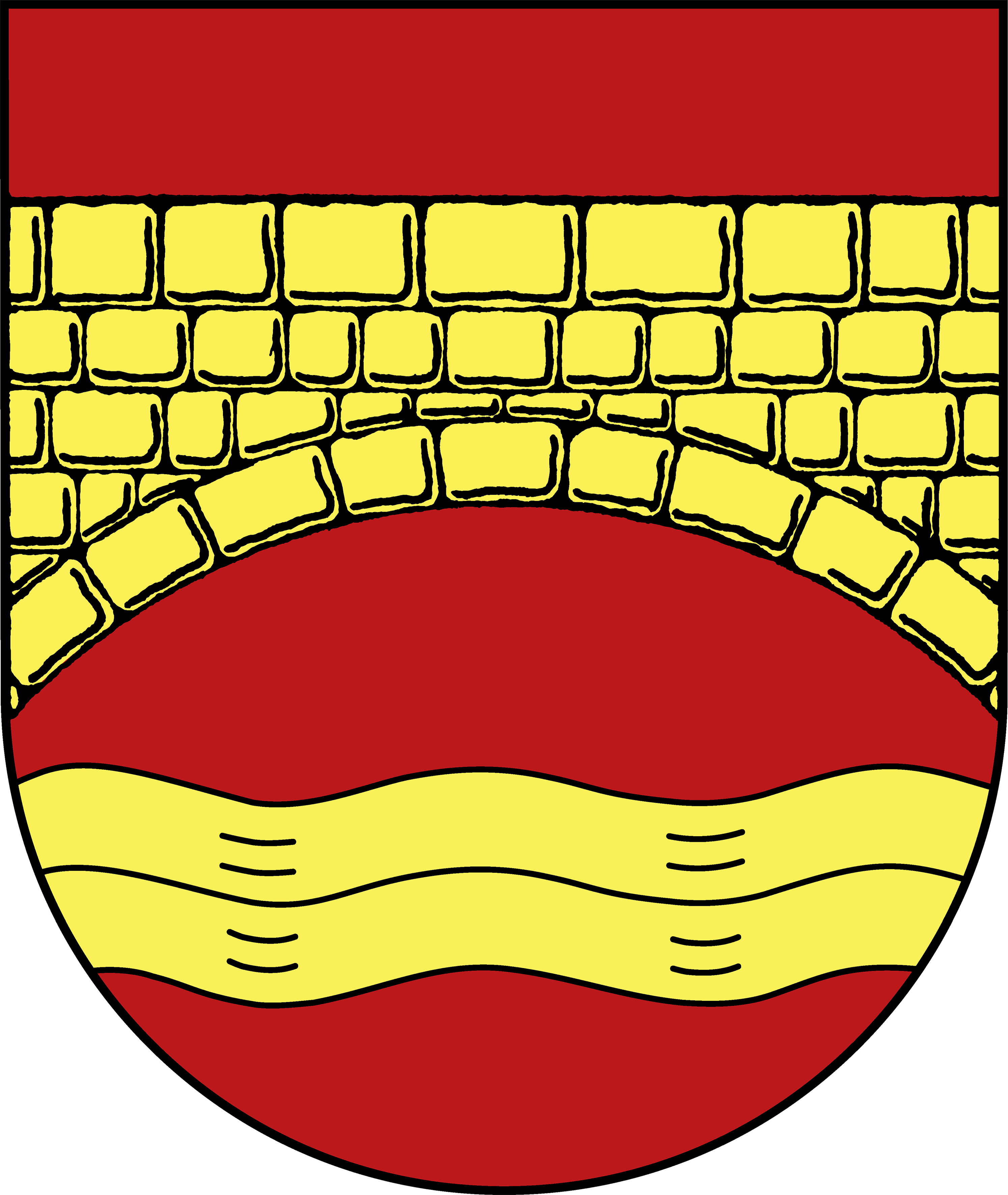
Ortsteil Vöhrum der Stadt Peine
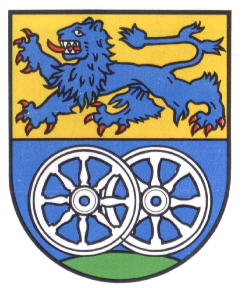
Ortsteil Voigtholz-Ahlemissen der Gemeinde Edemissen
Ortsteil Wahle der Gemeinde Vechelde
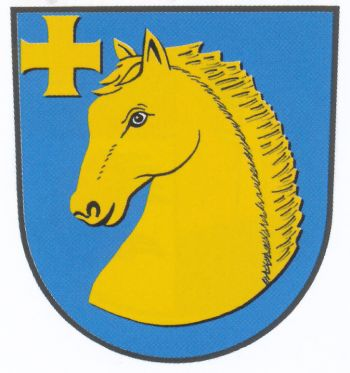
Ortsteil Wedtlenstedt der Gemeinde Vechelde
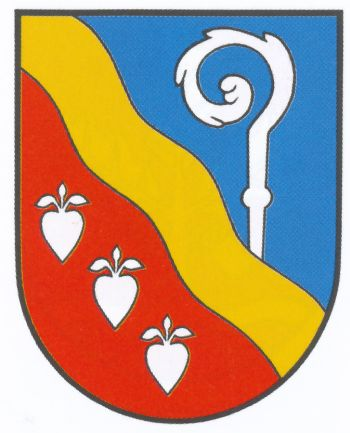
Ortsteil Wierthe der Gemeinde Vechelde
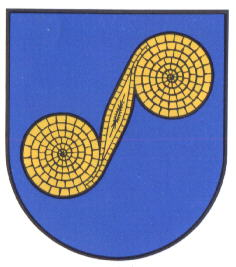
Ortsteil Wehnsen der Gemeinde Edemissen
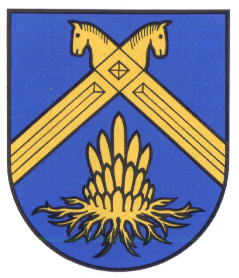
Ortsteil Wipshausen der Gemeinde Edemissen

## Ehemalige Gemeinden mit eigenem Wappen

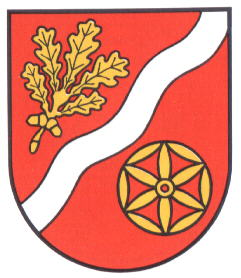
Gemeinde Lahstedt